# Enclos paroissial de Plounéour-Ménez
L'enclos paroissial de Plounéour-Ménez est un enclos paroissial situé dans la commune de Plounéour-Ménez (Finistère, Bretagne). Il inclut l'église Saint-Yves, deux calvaires et une porte triomphale,. L'ensemble est classé monument historique en 1914 et 1925.

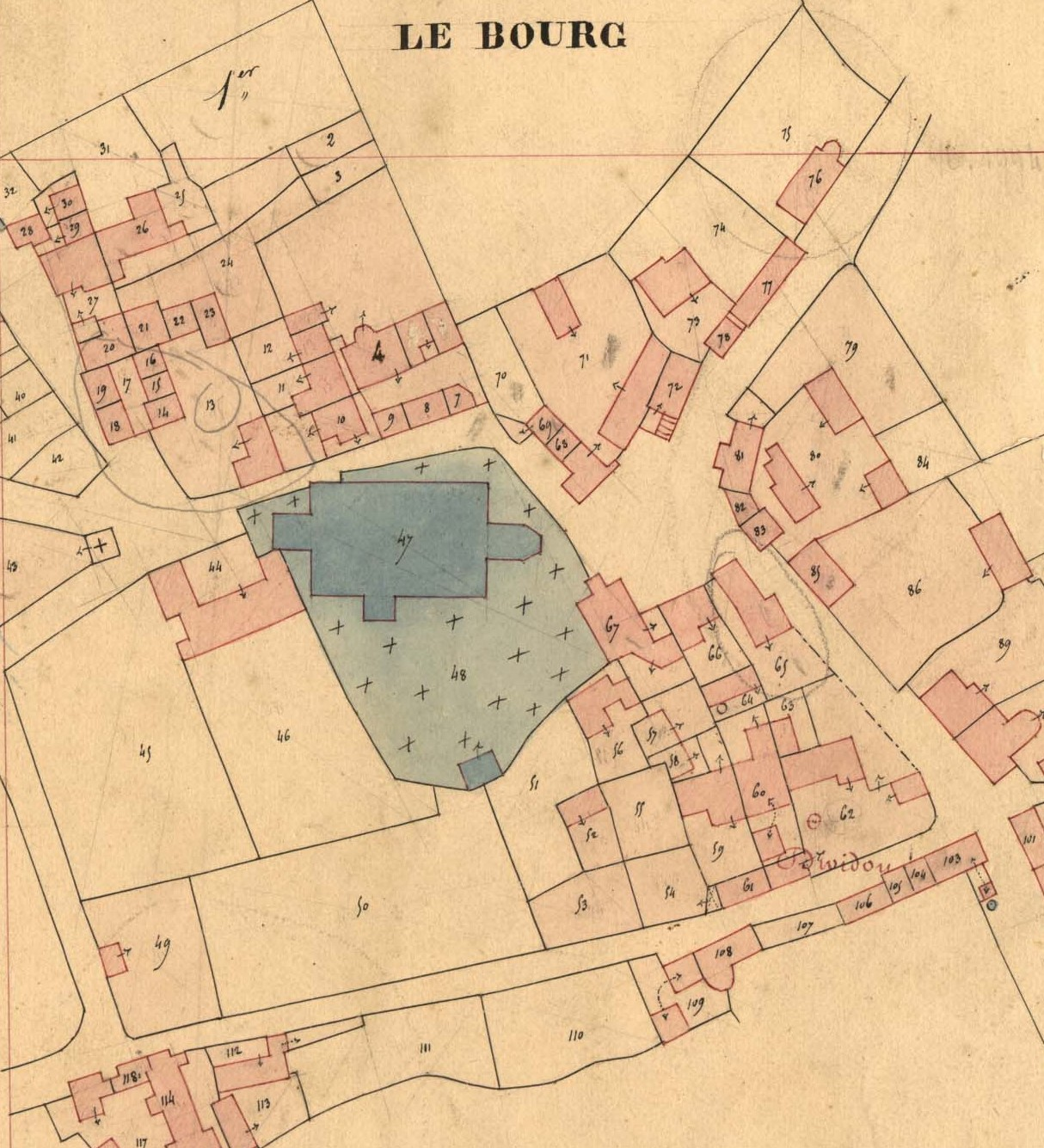
Plan de l'enclos en 1837. L'ancien ossuaire, détruit, est visible au sud de l'enclos.

## Galerie

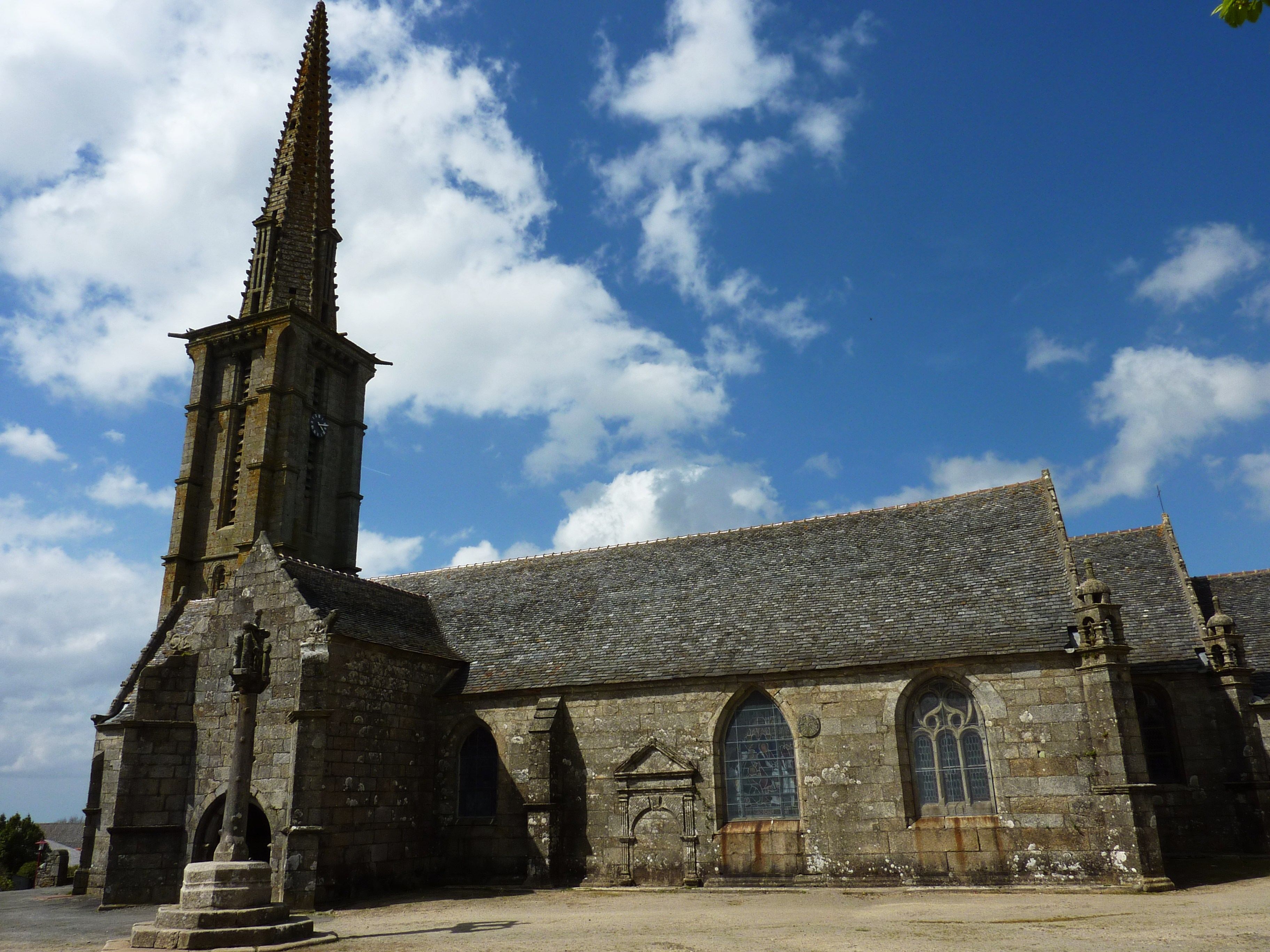
L'église.
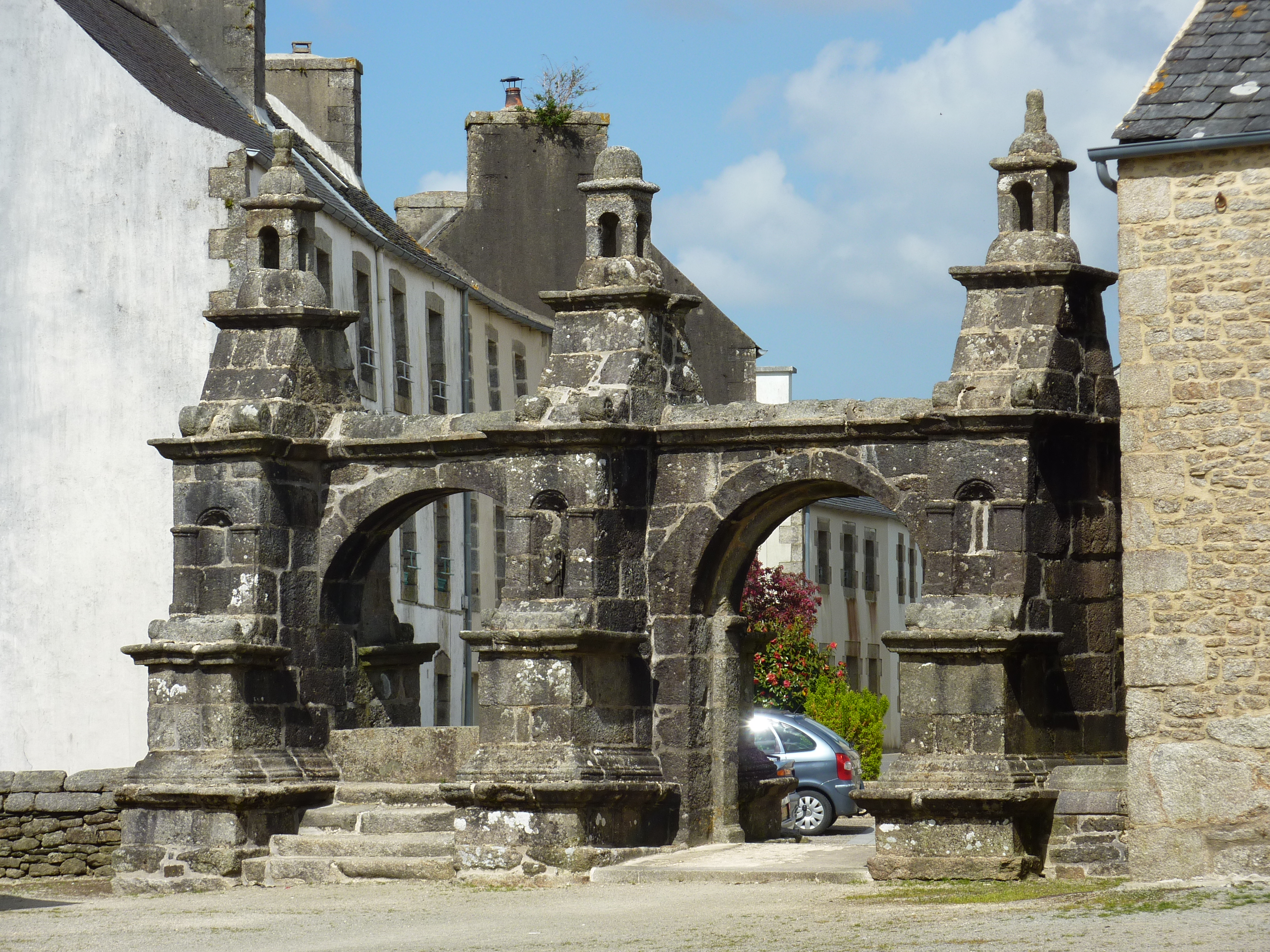
La porte triomphale.
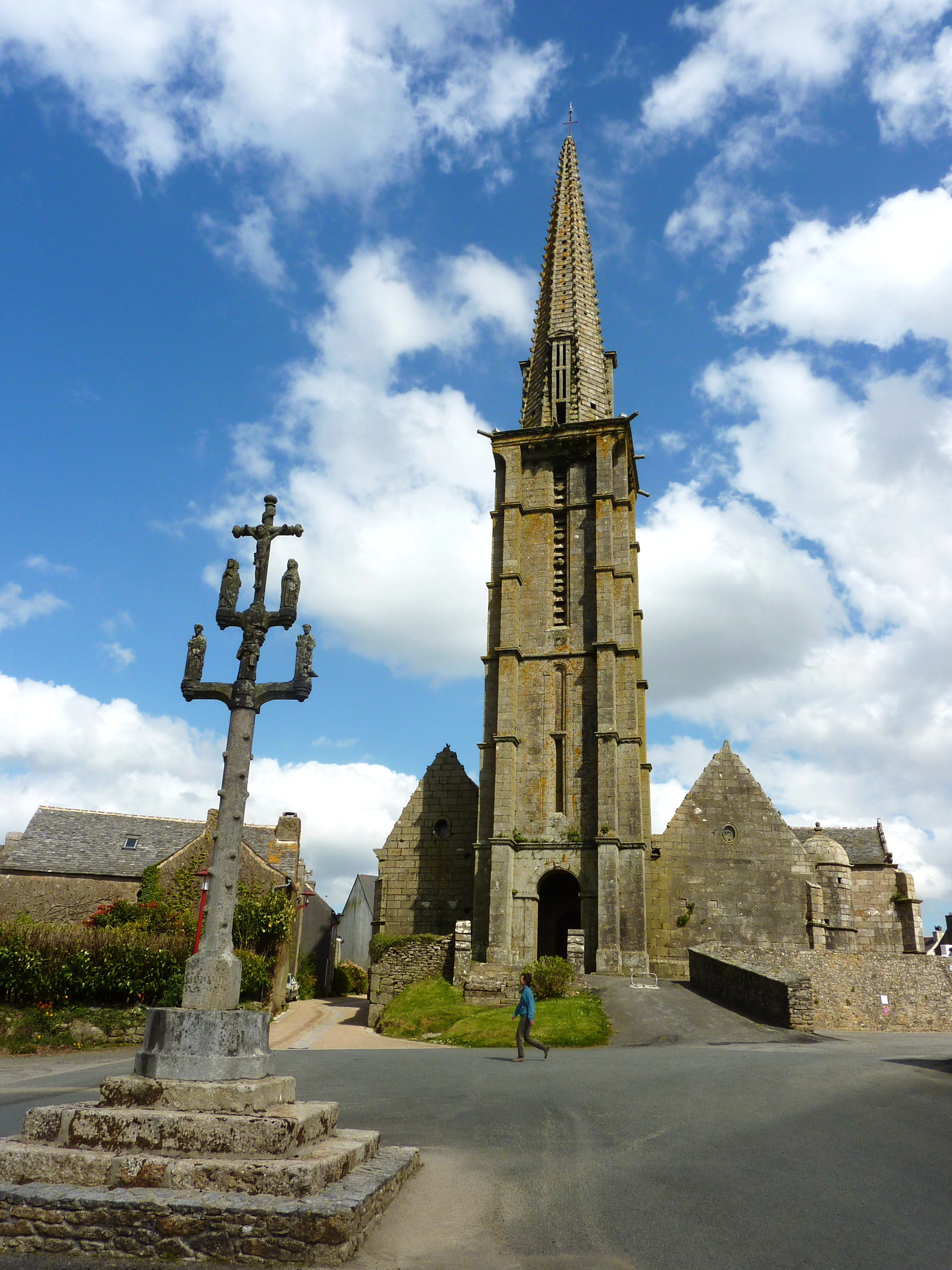
Un calvaire et la façade occidentale.
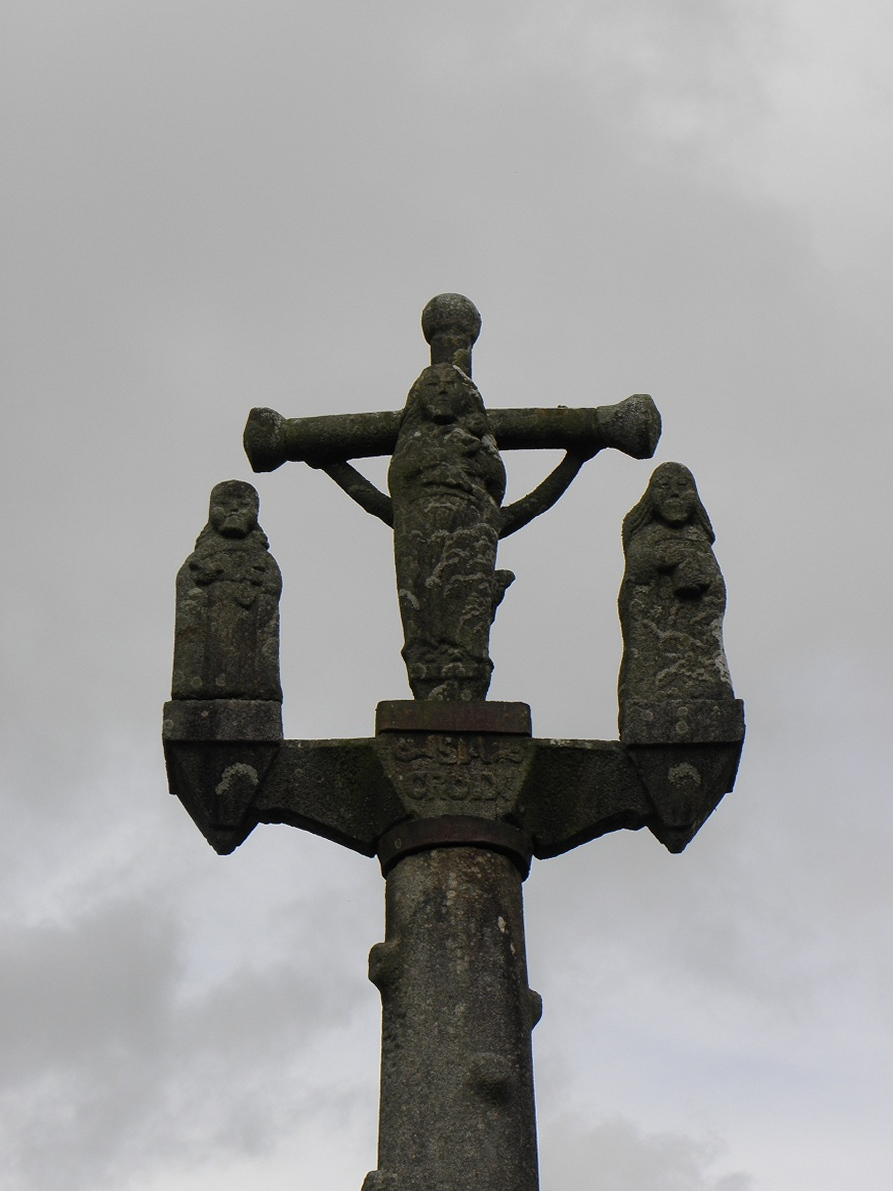
Le calvaire sud.